# Closer to Truth
『Closer To Truth』（クローサー・トゥ・トゥルース、CTT）は、2000年にスタートしたアメリカ合衆国のテレビ番組。科学・哲学・神学上のテーマについて、科学者、哲学者、宗教者など様々なゲストを迎えてインタビューや討論を行う。
2011年時点における三つの大きなテーマは「宇宙」「意識」「神」で、この三つの領域の中で様々な個別的なテーマが扱われる。例えば具体的には「宇宙はどうやって始まったのか」「自由意志とは何か」「神は存在するのか」などのテーマでインタビューが行われている。
番組の内容はインターネット上で無料で公開されている。
Closer To Truth というタイトルは究極の真理（Truth）には至れないだろうが、番組を通して少しは真理に近づけるだろう（Closer）、といった意味が込められている。
番組の制作、およびインタビュワー役はロバート・ローレンス・クーン（en:Robert Lawrence Kuhn）が行っている。

## 出演者
以下に出演者の例を一部挙げる。
- アラン・グース（物理学者）
- クリストフ・コッホ（神経科学者）
- グレゴリー・チャイティン（数学者）
- ジョージ・レイコフ（言語学者）
- ジョン・サール（哲学者）
- スーザン・ブラックモア（超心理学者、作家）
- スティーブン・ウルフラム（計算機科学者）
- スティーブン・ワインバーグ（物理学者）
- ダニエル・デネット（哲学者）
- デイヴィッド・チャーマーズ（哲学者）
- デイヴィッド・ブリン（SF作家）
- ネド・ブロック（哲学者）
- バス・ファン・フラーセン（哲学者）
- ヒューバート・ドレイファス（哲学者）
- フランク・ドレイク（天文学者）
- フリーマン・ダイソン（物理学者）
- マービン・ミンスキー（AI研究者）
- マイケル・シャーマー（懐疑論者）
- リサ・ランドール（物理学者）
- レイモンド・カーツワイル（未来学者）
- ロジャー・ペンローズ（物理学者）